# Glossanodon melanomanus
Glossanodon melanomanus és una espècie de peix pertanyent a la família dels argentínids.

## Descripció
- Pot arribar a fer 19,5 cm de llargària màxima.[5][6]

## Hàbitat
És un peix marí, demersal i de clima tropical que viu entre 150 i 302 m de fondària.

## Distribució geogràfica
Es troba a l'Índic occidental: el talús continental de la península Aràbiga.

## Observacions
És inofensiu per als humans.